# Самурай (песен на Жана Бергендорф)
Вижте пояснителната страница за други значения на Самурай.
Самурай е дебютната песен на българската поп изпълнителка и победител във второто издание на предаването X Factor – Жана Бергендорф.

## Информация
Дебютният сингъл на победителката от втория сезон на X Factor Жана Бергендорф е създаден във Великобритания и представен по време на церемонията за връчването на Годишните музикални награди на БГ Радио 2014 в Благоевград.
Песента е пусната точно в 00:00 ч. на 12 юни 2014 г. Само няколко часа след премиерата си „Самурай“ окупира #1 позицията в чарта за сингли в iTunes Bulgaria, както и БГ Топ 40 класацията на Vbox7.com. 
Клипът на песента е заснет с напълно роботизираната снимачна система Full Motion Control Rig, което се случва за първи път в България. Рей Хеджис и Найджъл Бътлър, продуцентският тандем, който се грижи за звездите от X Factor UK – One Direction, са автори на музиката и аранжимента на „Самурай". Руши Виденлиев е написал българския текст. Английската версия на парчето се казва „Remember Me".